# Terex 33-19
El Terex 33-19 "Titan" fue un prototipo de camión minero clase ultra de tres ejes, con chasis rígido y tren motriz diésel-eléctrico, diseñado por la división Terex, en su momento, perteneciente a General Motors y ensamblado por la división diésel de general motors, en su planta de ensamblaje ubicada en Londres, Ontario, Canadá,  en el año de 1973. Solamente un 33-19 fue producido y fue por 25 años el yucle más grande y de mayor capacidad de carga del mundo. Después de 13 años de servicio, el 33-19 fue restaurado y ahora se preserva en exhibición como atracción turística en Sparwood, Columbia Británica, Canadá.

## Desarrollo y producción
General Motors desarrolló el “Titán” en respuesta a las necesidades de yucles más eficientes para las operaciones de minas a cielo abierto. GM creyó que un descenso en la calidad de la mena combinado con el proyecto de extraer arenas aceiteras incrementarían la cantidad de mena a transportar, por parte de los operadores de este tipo de camiones, a nivel mundial. . El Titán fue el yucle más grande de la serie 33 de Terex, que también incluía los modelos 33-03, 33-05, 33-09, 33-11 y el 33-15. El 33-19 “Titán”y el 33-15 usaban trenes de potencia diésel-eléctricos, mientras los modelos menores de la serie 33 usaban trenes de potencia mecánicos.
El “Titán fue ensamblado en la planta de ensamble de la división diésel de la General Motors ubicada en London, Canadá, en 1973 El Titán fue mostrado al público por primera vez en el mes de octubre de 1974 en el congreso minero americano en las Vegas, Nevada.
GM predijo que cuando el Titán entrara en producción, costaría aproximadamente $ 1.5 millones de dólares americanos de 1976, que ajustados por inflación, al año de 2016, tendría un costo de aproximado de $6.25 millones de dólares americanos. De cualquier forma, el Titán nunca entró a producción regular. El mercado global de carbón se debilitó a finales de los setenta, ocasionando que las minas de carbón redujeran su producción y sus gastos operativos, reconstruyendo sus equipos existentes o comprando yucles de menor capacidad con probados historiales operativos. El mercado proyectado  para el Titán nunca se materializó y sólo unos pocos yucles de la línea 33 fueron entregados a una minera canadiense. Muchos de ellos continuaban trabajando para el año 2000.

## Historial de Servicio
Terex puso al 33-19 “Titán” en servicio con la compañía Kaiser Steel en sus minas de hierro ubicadas en Eagle Mountain, California, en enero de 1975.. El 33-19 “Titán” frecuentemente se encontraba fuera de servicio, pero a través del curso de sus cuatro años de servicio en la mina de Eagle Mountain, el 33-19 acarreó 3.5 millones de toneladas de material.
A finales de 1978, el 33-19 “Titán” fue enviado a la mina de Kaiser Steel ubicada en Sparwood, Columbia Británica, Canadá. La mina fue comprada a la compañía: B. C. Resourses, por Kaiser Steel en 1980. Cuando la mina fue subsecuentemente adquirida por la compañía Westar Mining en 1983, el 33-19 “Titán” pasó de su verde lima original al amarillo y azul de la Westar Mining. Poco después, Westar Mining compró al 33-19 “Titán” de la General Motors por $200,000.00 dólares y $1,000,000.00 de dólares en partes de repuesto. Mientras perteneció a la Westar Mining, el 33-19 “Titán” tuvo una tasa de tiempo de operación de más del 70% y regularmente acarreaba cargas que excedían las 320 toneladas. Westar Mining retiró al 33-19 “Titán” del servicio en 1991.

## Exhibición pública

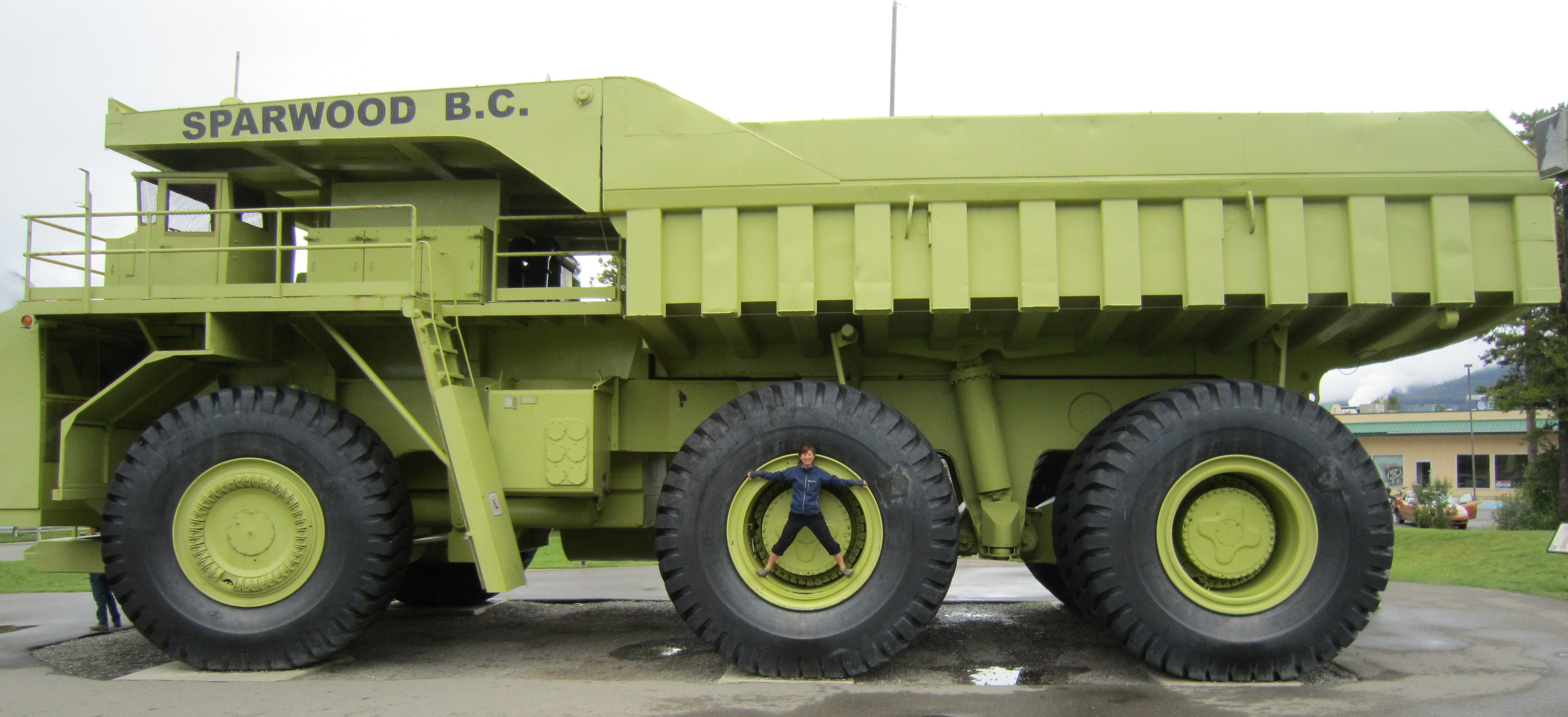
vista lateral del restaurado 33-19 "Titán" en exhibición en Sparwood, C. B., luciendo el "verde Terex" original.

Después de adquirir la mina de Sparwood a finales de 1992. La Teck Corp. Ofreció al 33-19 “Titán” para preservarlo como monumento público en el año de 1993. La cámara de comercio de Sparwood, Columbia Británica, recaudó los fondos necesarios para restaurar al 33-19 “Titán”, y lo promovió como atracción turística. El 33-19 “Titán” ahora se encuentra en exhibición en el Titan Park, Aspen Drive 141, Sparwood, Columbia Británica, Canadá.. A pesar de que el “Titán” fue restaurado, su motor fue removido.

## Especificaciones
El “Titán” tenía una capacidad de carga de 350 toneladas cortas, es decir aproximadamente 317515 kg .  El peso neto del vehículo, era de 231105 kg y el peso bruto vehicular o peso a plena carga es de 548620 kg . El “Titán” tenía una velocidad máxima, con carga completa de aproximadamente 48 km/h. En su tiempo, el “Titán” fue el camión más grande y de mayor capacidad de carga jamás construido. El “Titán” permaneció siendo el yucle de mayor capacidad en existencia por 25 años hasta el debut del Caterpillar 797 F, de 360 toneladas cortas de capacidad, en el mes de septiembre de 1998.
El 33-19 “Titán” usaba un tren de potencia diésel-eléctrico, con un motor  de locomotora EMD 645 de 16 cilindros, 169 L, turbocomprimido con intercooler e inyección electrónica, de 3300 Hp o 2460 kW de potencia, dicho motor acoplado directamente con un alternador de corriente alterna modelo AR10-D14 de 10 polos de la EMD que enviaba corriente directa vía un rectificador a motores de tracción GM modelo D79CF en cada uno de los cuatro pares de ruedas traseras. El  “Titán” utilizaba una dirección asistida para todas sus ruedas. Mientras que las ruedas frontales se movían en un arco de 71 grados, las ocho ruedas traseras también se movían pero un máximo de 10 grados de cada lado. .. El “Titán” requería 10 neumáticos 40 x 57

## Lecturas complementarias
- Orlemann, Eric C. (1997). Euclid and Terex Earth-Moving Machines. United States of America: MBI Publishing Company LLC. ISBN 978-0-7603-0293-4.